# واين ديفيس (لاعب كرة قدم أمريكية)
واين ديفيس (بالإنجليزية: Wayne Davis) هو لاعب كرة قدم أمريكية أمريكي، ولد في 10 مارس 1964 في توسكالوسا في الولايات المتحدة.

## وصلات خارجية
- واين ديفيس على موقع مرجع كرة القدم المحترفة.كوم (الإنجليزية)